# Perityle staurophylla
Perityle staurophylla là một loài thực vật có hoa trong họ Cúc. Loài này được (Barneby) Shinners mô tả khoa học đầu tiên năm 1959.